# Manuel Herrera Carbuccia
Manuel Ramón Herrera Carbuccia (nació el 28 de septiembre de 1957) es un Juez, Abogado y Profesor dominicano. Juez Presidente de la Tercera Sala o Sala de Tierras, Laboral, Contencioso-Administrativo y Contencioso-Tributario de la Suprema Corte de Justicia desde diciembre del año 2011.
Es incorporado a la Carrera Judicial mediante Resolución núm. 287-2001 de fecha 19 de abril de 2001 de la Suprema Corte de Justicia. Al momento de su designación en la Suprema Corte de Justicia, ocupaba la posición de Juez Presidente de la Corte de Trabajo del Departamento Judicial de San Pedro de Macorís.

## Biografía
Manuel Ramón Herrera Carbuccia proviene de una familia de abogados, médicos, músicos y poetas.  Es hijo de Mercedes Luisa Carbuccia Montalvo, una de las primeras mujeres en graduarse en Doctora en Medicina en San Pedro de Macorís, y Abelardo Herrera Peña, exjuez de la Suprema Corte de Justicia.
Tiene tres hermanas, Dora Rosanna Herrera Carbuccia, especializada en Pediatría, Olga Venecia Herrera Carbuccia, Magistrada de la Corte Internacional de Justicia en La Haya, y Vanesa Margarita Herrera Carbuccia, abogada especializada en asuntos municipales. Tiene tres hijos: Jessica, Mercedes Paola y Manuel de Jesús Herrera.
Realizó sus estudios primarios y secundarios en el Colegio San Pedro Apóstol en San Pedro de Macorís.
Se graduó de licenciado en Derecho de la Pontificia Universidad Católica Madre y Maestra (PUCMM), Recinto Santiago, en 1981. Realizó un posgrado en Derecho del Trabajo en su alma mater (1984-1986). Cursó un Diploma de Estudios Avanzados (DEA) en el programa del Doctorado de la Universidad Complutense de Madrid (2002-2003) realizando la Tesis Doctoral con el Título “El Recurso de Casación Laboral en Iberoamérica”; obtuvo el título de Especialidad en Derecho Judicial en la Escuela Nacional de la Judicatura (2002-2004); en la Universidad de Castilla-La Mancha realizó un posgrado de especialización en el Modelo Social Europeo: Problemáticas de la Ciudadanía Social y de la Regulación del Trabajo en la Unión Europea (2009) y un Master Interuniversitario en Empleo, Relaciones Laborales y Diálogo Social en Europa (2010).
Ha sido profesor de la Universidad Central del Este (UCE), de Lógica Jurídica y de Derecho Laboral, y ha organizado varios eventos y congresos internacionales.
Fue miembro de la Asociación de Scout Dominicanos de San Pedro de Macorís, dirigido por Joaquín Albizú, perteneciente a la Patrulla Búho, donde estaban el actual Sindico Tony Echavarría, Los Franco, Rabassa y Chevalier, logrando el Scout Enriquillo y la Presidencia Nacional.
Curso de especialización para expertos latinoamericanos en problemas del Trabajo y Relaciones Laborales.  Libertad Sindical, realizado en Turín, Bologna y Toledo, por la OIT.
Posgrado de especialización en Justicia Constitucional y Garantías Jurisdiccionales, organizado por la Facultad de Derecho de Albacete de la Universidad de Castilla-La Mancha (UCLM) y el Colegio de Abogados de la República Dominicana (CARD), del 9 de julio hasta el 30 de diciembre de 2010, República Dominicana.
Máster en Derecho Constitucional y Derecho Público (Edición I), organizado por la Facultad de Derecho de Albacete de la Universidad de Castilla-La Mancha (UCLM) en colaboración con El Comisionado de Apoyo a la Reforma y Modernización de la Justicia y el Colegio Nacional de Abogados.
Fue designado Juez de la Suprema Corte de Justicia por el Consejo Nacional de la Magistratura el 22 de diciembre de 2011, y posteriormente el Pleno del Alto Tribunal lo escoge como Juez Presidente de la Tercera Sala o Sala de Tierras, Laboral, Contencioso-Administrativo y Contencioso-Tributario.